# Lubraniec
Lubraniec (deutsch 1939–1942 Lubranitz, 1943–1945 Lutbrandau, älter Ludbrantz) ist eine Stadt im Powiat Włocławski der Woiwodschaft Kujawien-Pommern in Polen. Sie ist Sitz der gleichnamigen Stadt-und-Land-Gemeinde mit etwas mehr als 9600 Einwohnern.

## Gemeinde
Zur Stadt-und-Land-Gemeinde (gmina miejsko-wiejska) Lubraniec gehören die Stadt und 32 Dörfer mit Schulzenämtern.

## Sehenswürdigkeiten
- Synagoge, erbaut im 18. Jahrhundert.

## Verkehr
Lubraniec lag an der Schmalspurbahn Dobre Aleksandrowskie–Jerzmanowo.

## Söhne und Töchter der Stadt
- Samuel Abraham Poznański (1864–1921), Reformrabbiner
- Marek Wojtkowski (* 1968), polnischer Politiker (Platforma Obywatelska), Sejm-Abgeordneter und Hochschullehrer.